# Ерје
Ерје (фр. Eyrieux) је река у Француској. Дуга је 83 km. Улива се у Рону. 